# Floating Through Space
Floating Through Space è un singolo della cantautrice australiana Sia e del DJ francese David Guetta, pubblicato il 4 febbraio 2021 come quarto estratto dal nono album in studio di Sia Music - Songs from and Inspired by the Motion Picture.

## Video musicale
Il video musicale è stato reso disponibile il 4 febbraio 2021, in concomitanza con l'uscita del brano.

## Tracce
Testi e musiche di Sia Furler e Greg Kurstin.
Download digitale
1. Floating Through Space – 2:57

Download digitale – Hex Hector's Roller Jam Mix
1. Floating Through Space (Hex Hector's Roller Jam Mix) – 3:14

## Formazione
- Sia – voce
- David Guetta – produzione
- Greg Kurstin – tastiera, produzione, ingegneria del suono
- Mike Hawkins – produzione
- Tony Green – produzione
- Julian Burg – ingegneria del suono

## Classifiche

### Classifiche settimanali
| Classifica (2021) | Posizione massima |
| ----------------- | ----------------- |
| Austria           | 51                |
| Belgio (Fiandre)  | 52                |
| Belgio (Vallonia) | 19                |
| Croazia           | 4                 |
| Francia           | 50                |
| Germania          | 56                |
| Lituania          | 94                |
| Norvegia          | 33                |
| Paesi Bassi       | 18                |
| Polonia           | 78                |
| Repubblica Ceca   | 89                |
| Slovacchia        | 39                |
| Slovenia          | 28                |
| Svezia            | 55                |
| Svizzera          | 32                |

### Classifiche di fine anno
| Classifica (2021) | Posizione |
| ----------------- | --------- |
| Belgio (Vallonia) | 67        |
| Croazia           | 38        |
| Francia           | 116       |
| Paesi Bassi       | 70        |
| Svizzera          | 62        |